# Max Beier (Schauspieler)

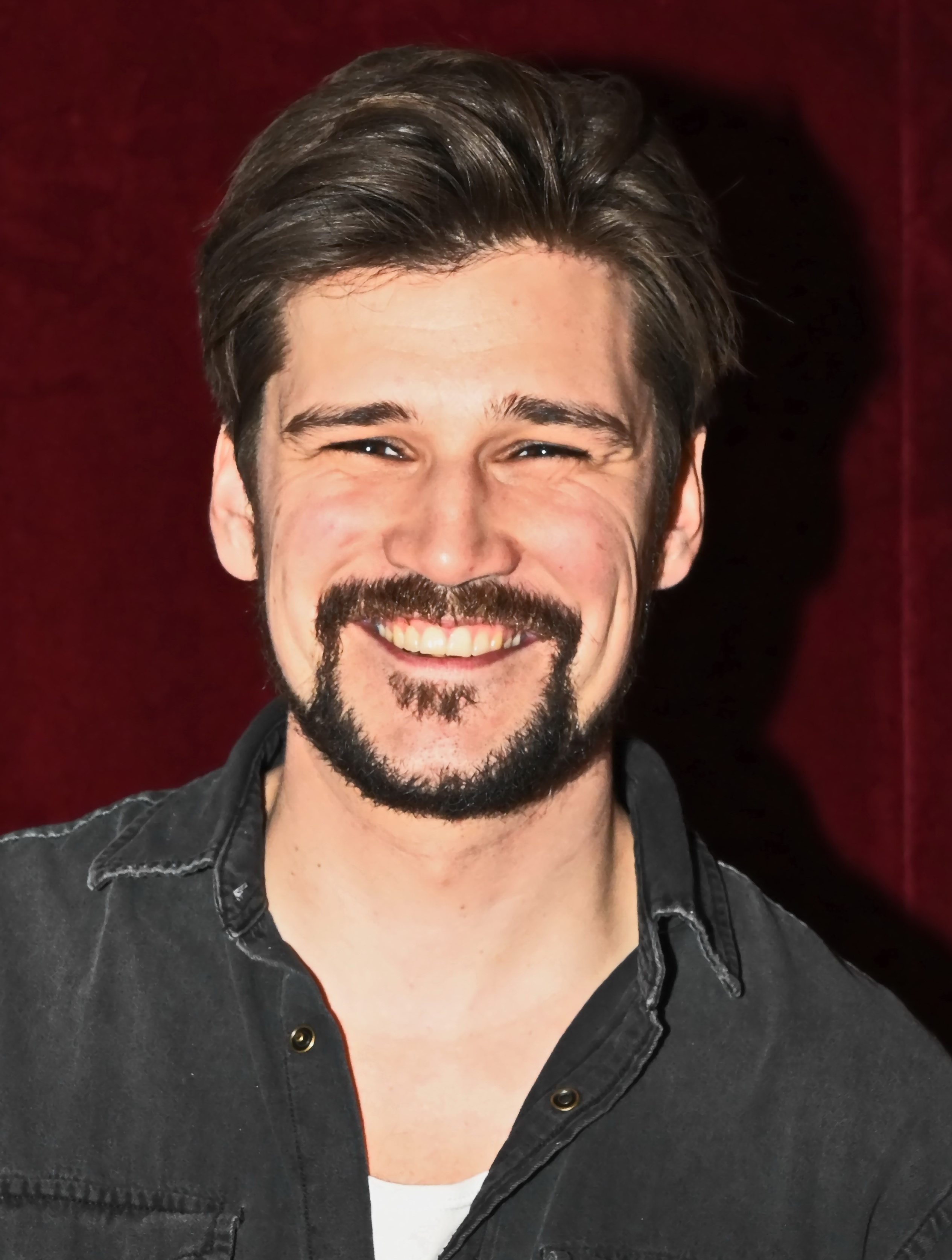
Max Beier, 2021

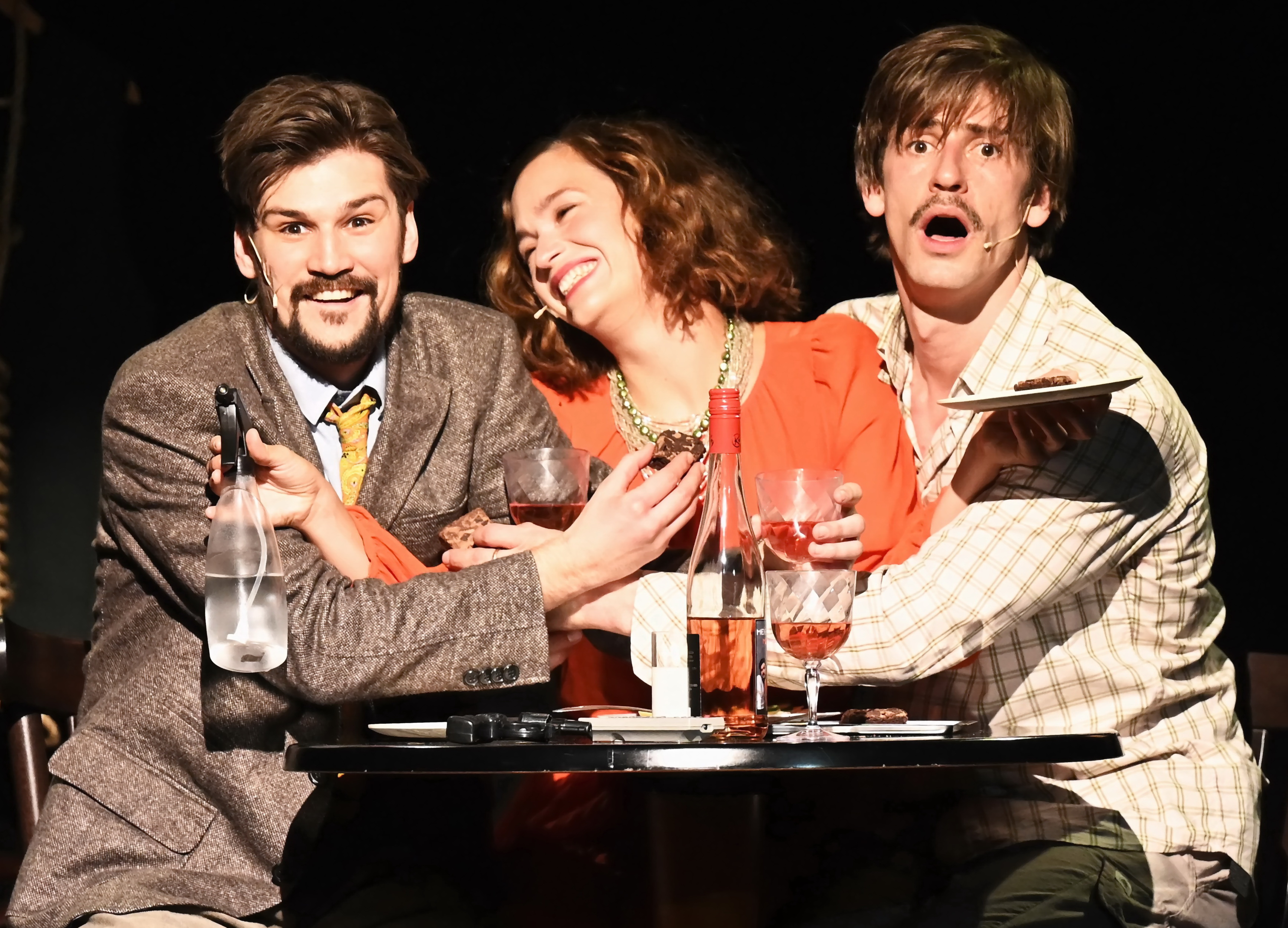
MEIER MÜLLER SCHULZ mit Max Beier, Uta Kargel und Sandro Kirtzel von links nach rechts

Max Beier (* 21. Januar 1993 in München) ist ein deutscher Schauspieler und Kabarettist.

## Leben
Max Beier wuchs als Sohn der Kabarettisten Jan-Peter Petersen und Angelika Beier in München und Hamburg auf und machte sein Abitur 2011 am Münchner St.-Anna-Gymnasium.
Von 2012 bis 2015 absolvierte er seine Schauspielausbildung an der Neuen Münchner Schauspielschule. Ebenfalls im Jahr 2015 erlangte er an den Kammerspielen Wien das Schauspieldiplom.
Während ihrer Ausbildung bildeten Beier und sein Kollege David Hang das Kabarettisten-Duo Beier & Hang, dessen Programme mehrere Preise gewannen. Ihr erstes abendfüllendes Programm „Schmutzige Wäsche“ feierte im Februar 2016 Premiere. Ab 2019 stehen Beier & Hang mit ihrem zweiten Programm „Beklopptimierung – Lebst du noch oder funktionierst du schon?“ auf der Bühne. 2021 gewannen sie den St. Prosper Kabarettpreis und den zweiten Platz des Niederrheinischen Kabarettpreis Das Schwarze Schaf. Im Juni 2022 startete Max Beier als Solo-Kabarettist und belegte den zweiten Platz beim Hallertauer Kleinkunstpreis.
Nach Theaterengagements in Frühlings Erwachen (2012) und Krabat (2013) moderierte Max Beier zusammen mit David Hang von 2014 bis 2017 das Campus Magazin im Bayerischen Fernsehen und spielte 2016 in einer Folge Aktenzeichen XY ungelöst im ZDF mit.
Von Folge 2945 (2018) bis Folge 3231 (2019) gehörte Max Beier in der Rolle des Tobias Saalfeld, geb. Ehrlinger, zum Hauptcast der ARD-Telenovela Sturm der Liebe. 2020 war er erneut in der Serie zu sehen.
In der Komödie Kasimir und Kaukasus! von Francis Veber spielt er seit 2020 den Henri. In der Komödie MEIER MÜLLER SCHULZ oder Nie wieder einsam von Marc Becker spielt Beier 2021 den „MEIER“.
2024 wurde Max Beier sowohl von der Jury als auch vom Publikum mit dem Obernburger Mühlstein ausgezeichnet.
Im Leipziger Academixer-Keller entschied 2024 das Publikum, dass Max Beier den Kupferpfennig der Leipziger Lachmesse erhält.